# Apostolisch vicariaat San Ramón
Het apostolisch vicariaat San Ramón (Latijn: Vicariatus Apostolicus Sancti Raymundi) is een rooms-katholiek apostolisch vicariaat met als zetel San Ramón, in Peru. Het apostolisch vicariaat is vrijgesteld en valt als immediatum direct onder de Heilige Stoel, zonder te behoren tot een kerkprovincie. Alle prefecten en apostolisch vicarissen tot heden (2024) waren lid van de Franciscanen. 

## Geschiedenis
Het apostolisch vicariaat werd opgericht op 5 februari 1900, als de apostolische prefectuur Ucayali, uit delen van de bisdommen Ayacucho o Huamanga en Huánuco. Op 14 juli 1925 werd het verheven tot apostolisch vicariaat. Op 2 maart 1956 veranderde het van naam naar apostolisch vicariaat San Ramón.  

## Parochies
Het apostolisch vicariaat had in 2020 een oppervlakte van 72.409 km2 en telde 481.000 inwoners waarvan 80,0% rooms-katholiek was.

## Ordinarii

### Prefecten
- Agustín María Alemany (14 februari 1905 - 29 augustus 1905)
- Bernardo Irastorza (29 augustus 1905 - 1912)

### Apostolisch vicarissen
- Francisco Miguel Irazola y Galarza (28 januari 1913 - 1939)
- León Buenaventura de Uriarte Bengoa (10 juli 1940 - 19 januari 1970)
- Luis María Blas Maestu Ojanguren (11 maart 1971 - 24 januari 1983)
- Julio Ojeda Pascual (30 maart 1987 - 11 maart 2003)
- Anton Žerdín Bukovec (11 maart 2003 - heden; coadjutor sinds 19 januari 2002)